# Campeonato Sul-Americano de Clubes de Voleibol Feminino de 2016
O Campeonato Sul-Americano de Clubes de Voleibol Feminino de 2016 foi a décima sexta  edição do torneio organizado anualmente pela CSV. Foi disputado entre os  dias 24 e 28 de fevereiro no Poliesportivo do Club de Gimnasia y Esgrima La Plata Víctor Nethol, localizado na cidade de La Plata, no Argentina. É o Torneio classificatório para edição do Campeonato Mundial de Clubes de Voleibol Feminino de 2016 e o clube brasileiro Rexona-Ades/RJ conquistou o título e a referida promoção a competição a nível mundial.Edição premiou a central Ana Carolina da Silva como a Melhor Jogadora e também compos a seleção do campeonato como a Melhor Central.

## Formato de disputa
As seis equipes qualificadas foram dispostas em dois grupos de tres equipes, correspondente a fase classificatória,  na qual todas as equipes se enfrentaram entre si (dentro de seus grupos) em turno único. As duas primeiras colocadas de cada grupo se classificaram para a fase semifinal, na qual se enfrentaram em cruzamento olímpico.
Os times vencedores das semifinais se enfrentaram na partida final, que definiu o campeão; já as equipes derrotadas nas semifinais decidiram a terceira posição grupo (Perdedor do Jogo 8 x Perdedor do Jogo 9) e as equipes eliminadas antes da fase semifinal disputaram o quinto lugar (3º A x 3º B).
Para a classificação dentre dos grupos na primeira fase, o placar de 3-0 ou 3-1 garantiu três pontos para a equipe vencedora e nenhum para a equipe derrotada; já o placar de 3-2 garantiu dois pontos para a equipe vencedora e um para a perdedora.

## Participantes
As seguintes equipes foram qualificadas para a disputa do Campeonato Sul-Americano de Clubes de 2016:
| Equipe                    | País      | Forma de Classificação                                | Títulos         |
| ------------------------- | --------- | ----------------------------------------------------- | --------------- |
| GELP                      | Argentina | Representante da Cidade-Sede                          | 0 (não possui)  |
| C.A. Villa Dora           | Argentina | Vice-campeão da Liga A1 Argentina de 2014-15          | 0 ( não possui) |
| Juan Ferreira             | Uruguai   | Campeão da Super Liga Uruguaia de 2015                | 0 (não possui)  |
| Universidad de San Martín | Peru      | Campeão da Liga Nacional Superior de Voleibol 2014-15 | 0 (não possui)  |
| Rexona-Ades/RJ            | Brasil    | Campeão da Superliga Brasileira A 2014-15             | 2 (2013 e 2015) |
| Club Olympic              | Bolivia   | Campeão da Liga Superior Boliviana A 2014-15          | 0 (não possui)  |

## Primeira fase
A confirmação dos clubes participantes foi divulgada no dia 13 de fevereiro de 2016, pela CSV. Posteriormente, em 19 de fevereiro, a entidade divulgou a tabela com datas e horários da competição.

### Grupo A
Classificação
|     |                           |     | Jogos | Jogos | Jogos | Pontos | Pontos | Pontos | Sets | Sets | Sets  |
| Pos | Equipe                    | Pts | T     | V     | D     | V      | P      | R      | V    | P    | R     |
| --- | ------------------------- | --- | ----- | ----- | ----- | ------ | ------ | ------ | ---- | ---- | ----- |
| 1   | Universidad de San Martín | 6   | 2     | 2     | 0     | 150    | 113    | 1.327  | 6    | 0    | MAX   |
| 2   | C.A. Villa Dora           | 3   | 2     | 1     | 1     | 135    | 128    | 1.055  | 3    | 3    | 1,000 |
| 3   | Juan Ferreira             | 0   | 2     | 0     | 2     | 106    | 150    | 0.707  | 0    | 6    | 0,000 |

.
Resultados
| 24 de fevereiro de 2016 18:00 Relatório | C.A. Villa Dora | 3 — 0             | Juan Ferreira | Poliesportivo do Club de Gimnasia y Esgrima La Plata Víctor Nethol, La Plata |
| 24 de fevereiro de 2016 18:00 Relatório | 25              | Set 1 Set 2 Set 3 | 17 18         | Poliesportivo do Club de Gimnasia y Esgrima La Plata Víctor Nethol, La Plata |

| 25 de fevereiro de 2016 18:00 Relatório | Universidad de San Martín | 3 — 0             | Juan Ferreira | Poliesportivo do Club de Gimnasia y Esgrima La Plata Víctor Nethol, La Plata |
| 25 de fevereiro de 2016 18:00 Relatório | 25                        | Set 1 Set 2 Set 3 | 22 13 18      | Poliesportivo do Club de Gimnasia y Esgrima La Plata Víctor Nethol, La Plata |

| 26 de fevereiro de 2016 18:00 Relatório | C.A. Villa Dora | 0 — 3             | Universidad de San Martín | Poliesportivo do Club de Gimnasia y Esgrima La Plata Víctor Nethol, La Plata |
| 26 de fevereiro de 2016 18:00 Relatório | 21 17 22        | Set 1 Set 2 Set 3 | 25                        | Poliesportivo do Club de Gimnasia y Esgrima La Plata Víctor Nethol, La Plata |

### Grupo B
Classificação
|     |                |     | Jogos | Jogos | Jogos | Pontos | Pontos | Pontos | Sets | Sets | Sets  |
| Pos | Equipe         | Pts | T     | V     | D     | V      | P      | R      | V    | P    | R     |
| --- | -------------- | --- | ----- | ----- | ----- | ------ | ------ | ------ | ---- | ---- | ----- |
| 1   | Rexona-Ades/RJ | 6   | 2     | 2     | 0     | 150    | 56     | 2.679  | 6    | 0    | MAX   |
| 2   | GELP           | 3   | 2     | 1     | 1     | 100    | 121    | 0.826  | 3    | 3    | 1,000 |
| 3   | Club Olympic   | 0   | 2     | 0     | 2     | 102    | 150    | 0.680  | 0    | 3    | 0,000 |

.
Resultados
| 24 de fevereiro de 2016 21:00 Relatório | Rexona-Ades/RJ | 3 — 0             | GELP | Poliesportivo do Club de Gimnasia y Esgrima La Plata Víctor Nethol, La Plata |
| 24 de fevereiro de 2016 21:00 Relatório | 25             | Set 1 Set 2 Set 3 | 8 9  | Poliesportivo do Club de Gimnasia y Esgrima La Plata Víctor Nethol, La Plata |

| 25 de fevereiro de 2016 21:00 Relatório | Club Olympic | 0 — 3             | GELP | Poliesportivo do Club de Gimnasia y Esgrima La Plata Víctor Nethol, La Plata |
| 25 de fevereiro de 2016 21:00 Relatório | 9 14 23      | Set 1 Set 2 Set 3 | 25   | Poliesportivo do Club de Gimnasia y Esgrima La Plata Víctor Nethol, La Plata |

| 26 de fevereiro de 2016 21:00 Relatório | Rexona-Ades/RJ | 3 — 0             | Club Olympic | Poliesportivo do Club de Gimnasia y Esgrima La Plata Víctor Nethol, La Plata |
| 26 de fevereiro de 2016 21:00 Relatório | 25             | Set 1 Set 2 Set 3 | 11 7 13      | Poliesportivo do Club de Gimnasia y Esgrima La Plata Víctor Nethol, La Plata |

## Finais
- Horários UTC-02:00

|  | Semifinais              | Semifinais              |   |                         | Final                   | Final |  |
|  |                         |                         |   |                         |                         |       |  |
|  | 27 de fevereiro - 18:00 |                         |   |                         |                         |       |  |
|  | C.A. Villa Dora         | 0                       |   |                         |                         |       |  |
|  | Rexona-Ades/RJ          | 3                       |   |                         |                         |       |  |
|  |                         |                         |   |                         |                         |       |  |
|  |                         |                         |   |                         | 28 de fevereiro - 18:00 |       |  |
|  |                         |                         |   |                         | Rexona-Ades/RJ          | 3     |  |
|  |                         | USMP                    | 0 |                         |                         |       |  |
|  |                         |                         |   |                         |                         |       |  |
|  |                         |                         |   |                         |                         |       |  |
|  |                         |                         |   |                         | Terceiro lugar          |       |  |
|  | 27 de fevereiro – 21:00 | 27 de fevereiro – 21:00 |   | 28 de fevereiro - 17:00 | 28 de fevereiro - 17:00 |       |  |
|  | USMP                    | 3                       |   | GELP                    | 1                       |       |  |
|  | GELP                    | 1                       |   |                         | C.A. Villa Dora         | 3     |  |

Resultados
Disputa pela Quinta Posição
| 27 de fevereiro de 2016 17:00 Relatório | Juan Ferreira | 3 — 0             | Club Olympic | Polideportivo do Gimnasia y Esgrima de La Plata, La Plata |
| 27 de fevereiro de 2016 17:00 Relatório | 25            | Set 1 Set 2 Set 3 | 19 20        | Polideportivo do Gimnasia y Esgrima de La Plata, La Plata |

Semifinais
| 27 de fevereiro de 2016 19:00 Relatório | C.A. Villa Dora | 0 — 3             | Rexona-Ades/RJ | Polideportivo do Gimnasia y Esgrima de La Plata, La Plata |
| 27 de fevereiro de 2016 19:00 Relatório | 14 13 16        | Set 1 Set 2 Set 3 | 25             | Polideportivo do Gimnasia y Esgrima de La Plata, La Plata |

| 27 de fevereiro de 2016 21:00 Relatório | USMP        | 3 — 1                   | GELP        | Polideportivo do Gimnasia y Esgrima de La Plata, La Plata |
| 27 de fevereiro de 2016 21:00 Relatório | 25 24 25 27 | Set 1 Set 2 Set 3 Set 4 | 20 26 23 25 | Polideportivo do Gimnasia y Esgrima de La Plata, La Plata |

Disputa pelo Terceiro Lugar
| 28 de fevereiro de 2016 17:00 Relatório | GELP        | 1 — 3                   | C.A. Villa Dora | Polideportivo do Gimnasia y Esgrima de La Plata, La Plata |
| 28 de fevereiro de 2016 17:00 Relatório | 27 15 21 15 | Set 1 Set 2 Set 3 Set 4 | 25              | Polideportivo do Gimnasia y Esgrima de La Plata, La Plata |

Final
| 28 de fevereiro de 2016 19:00 Relatório | Rexona-Ades/RJ | 3 — 0             | USMP     | Polideportivo do Gimnasia y Esgrima de La Plata, La Plata |
| 28 de fevereiro de 2016 19:00 Relatório | 25             | Set 1 Set 2 Set 3 | 16 22 17 | Polideportivo do Gimnasia y Esgrima de La Plata, La Plata |

## Premiação
| Campeonato Sul-Americano de Clubes de 2016 |
| Brasil                                     |
| ------------------------------------------ |
| Rexona-Ades/RJ Campeão (3º título)         |

## Classificação Final
| Posição           | Equipe                    | Classificação                                               |
| ----------------- | ------------------------- | ----------------------------------------------------------- |
| Medalha de ouro   | Rexona-Ades/RJ            | Campeonato Mundial de Clubes de Voleibol Feminino de 2016 · |
| Medalha de prata  | Universidad de San Martín |                                                             |
| Medalha de bronze | C.A Villa Dora            |                                                             |
| 4                 | GELP                      |                                                             |
| 5                 | Juan Ferreira             |                                                             |
| 6                 | Club Olympic              |                                                             |

## Prêmios individuais
A seleção do campeonato será composta pelas seguintes jogadoras:
- MVP (Most Valuable Player): Carol[2]